# أزمة مراوي
أزمة مراوي وتعرف أيضًا باسم صراع مراوي أو معركة مراوي هو نزاع مسلح مستمر في مدينة مراوي الإسلامية، لاناو ديل سور بين قوات الأمن الحكومية الفلبينية ومسلحي جماعة ماؤوتي وجماعة أبو سياف، بدأ النزاع المسلح في 23 مايو 2017.
تدعي الحكومة الفلبينية أن الاشتباكات بدأت عندما شنت هجومًا في المدينة للقبض على إيسنيلون هابيلون المعروف باسم أبو عبد الله الفلبيني أحد قادت جماعة أبو سياف، وذلك بعد أن تلقت تقارير تفيد بأن هابيلون كان في المدينة، للقاء مسلحين من جماعة ماؤوتي. اندلع قتال عنيف عندما فتحت قوات هابيلون النار على فرقة مشتركة من الجيش والشرطة، استدعى ذلك إلى طلب تعزيزات من جماعة ماؤوتي المسلحة التي أعلنت الولاء لتنظيم الدولة الإسلامية، والذي يعتقد أنها مسؤولة عن تفجير مدينة دافاو عام 2016، وفقا لما ذكره المتحدثون العسكريون.
هاجم مسلحو جماعة ماؤوتي مخيم راناو واحتلوا عدة مبان في المدينة منها: قاعة مدينة مراوي، وجامعة ولاية مينداناو، ومستشفى وسجن المدينة، كما احتلت المجموعة الشارع الرئيسي وأحرقت كنيسة القديسة مريم، ومدرسة نينوي أكوينو، وكلية دانزالان التي تديرها كنيسة المسيح المتحدة في الفلبين. كما هاجمت الجماعة كاتدرائية مراوي، وأخذت قسسًا وعددا من رعاة الكنيسة كرهائن.
في 26 مايو 2017 أكدت القوات المسلحة الفلبينية أن الإرهابيين الأجانب يقاتلون بجانب جماعة ماؤوتي في مدينة مراوي، أن هدفهم الرئيسي هو رفع علم داعش في مبنى مقاطعة لاناو ديل سور، وإعلان ولاية أو إقليم إقليمي لداعش في لاناو ديل سور.

## خلفية
أُنشئت مجموعة ماؤوتي في لاناو ديل سور في فبراير 2016، ووجهت إليها المسؤولية عن تفجير مدينة دافاو عام 2016 وهجومين في بوتيغ في لاناو ديل سور وهي بلدة تقع جنوب مراوي في عام 2016. منذ عام 2013 قللت الحكومة الفلبينية من تهديد داعش في الفلبين، لكن بعد اشتباك بوتيغ في فبراير 2016 مع مجموعة ماؤوتي، قال الرئيس آنذاك بنيغنو آكينو إن الدولة الإسلامية ليس لها وجود في البلاد، وأن الجماعة المسلحة كانت تتألف فقط من مرتزقة يحاولون جذب انتباه أنصار داعش في الشرق الأوسط.
في نوفمبر 2016 أكد الرئيس رودريغو دوتيرت وجود رابط بين مجموعة ماؤوتي مع تنظيم الدولة الإسلامية على الرغم من أن الجيش الفلبيني أكد أن داعش لم تقيم روابط في الفلبين. في خضم المعارك العنيفة في بوتيغ في 30 نوفمبر 2016 وجه دوتيرت في مؤتمر القيادة في لاناو ديل سور، تحذيرا لمجموعة ماؤوتي وقال: لا أريد أن أشارك في قتال بعضهم البعض، لكن من فضلكم لا تجبروا يدي في المشاركة في القتال.
في 2 ديسمبر 2016 عندما استعاد الجيش السيطرة على بوتيغ، ورد أن مقاتلي ماؤوتي المتراجعين تركوا مذكرة تهدد بقطع رأس ديتيرت والجيش. في 12 ديسمبر 2016 وفي خطاب ألقاه أمام عشاء منتدى والاس للأعمال، قال دوتيرت: لأنهم (جماعة ماؤوتي) هددوا بالنزول من الجبال لحرق المراوي، سوف ننتظرهم هناك.
في الفترة من أبريل إلى مايو 2017 اتهمت جماعة أبو سياف بالتفجيرات المميتة وعمليات الاختطاف التي وقعت في الماضي والتي أعلنت أيضا الولاء لحركة تنظيم الدولة الإسلامية في مواجهات مع قوات الأمن الفلبينية في بوهول وأسفرت عن مقتل 4 من قوات الأمن الفلبيني.

### التحضير للمعركة
ذكرت القوات المسلحة الفلبينية أن القتال في مراوى يرجع إلى عملية قام بها الجيش بالتنسيق مع الشرطة الوطنية الفلبينية خلافًا للتقارير السابقة القائلة أن الاشتباكات بدأت من قبل الجماعات المسلحة. وتلقت قوات الأمن الحكومية تقارير تفيد بأن مجموعة من مقاتلي جماعة أبو سياف بقيادة إسنيلون هابيلون كانوا في مراوي ليجتمعوا مع نظرائهم من جماعة ماؤوتي. وقد أدرجت وزارة العدل الأمريكية هابيلون ضمن قائمة الإرهابيين المطلوبين في العالم بمكافأة تصل إلى 5 ملايين دولار لإلقاء القبض عليه. أفاد سكان المراوي بوجود جماعة مسلحة داخل منطقتهم، وبعد أن تحققت القوات المسلحة الفلبينية من المعلومات، شن الجيش عملياته القتالية.
قال رولاندو باوتيستا قائد عام فرقة المشاة الأولى في الجيش الفلبيني، إنهم تلقوا تقارير عن نشاط وشيك قبل أسبوعين أو ثلاثة أسابيع من المعركة. بما أن فريق الشرطة العسكرية والشرطة المحلية مجتمعة قام بتقسيم المناطق في مراوي للتحقق من صحة المعلومات التي كانت تشابهت فيها الشخصيات المشبوهة بما في ذلك عمر وعبد الله مواتي في المنطقة، رصد فريقهم بدلا من ذلك إسنيلون هابيلون. وفقًا للجيش الفلبيني، كان هابيلون قد عُيِّن أميرًا لقوات داعش في الفلبين، وكان يعزز مجموعته بأفراد من جماعة مواتي وغيرها من الجماعات المسلحة. بعد أن أفاد سكان مدينة مراوي بوجود جماعة مسلحة داخل منطقتهم، وبعد أن تحققت القوات المسلحة الفلبينية من المعلومات، شن الجيش عملية عسكرية للقبض على هابيلون.

## القتال

### 23 مايو
بدأت المعارك بين القوات الحكومية والمسلحين في حوالي الساعة 2:00 بعد ظهر يوم 23 مايو 2017 بالتوقيت المحلي. أفادت شبكة صحافة السلام والصراع أن الاشتباك وقع في منطقة باساك مالوتلوت في المدينة، حيث طلبت قوات هابيلون تعزيزات من جماعة ماؤوتي. احتل مقاتلو ماؤوتي مستشفى أماي باكباك وأمروا موظفي منظمة فيلهيلث بالخروج من المنشأة. زعمت بعض وكالات الإعلام أن المقاتلين الذين احتلوا المستشفوى رفعوا علم تنظيم الدولة الإسلامية محل العلم الفلبيني المرفوع في المستشفى.
هاجم اللواء 103 التابع للجيش الفلبينى المتمركز في معسكر راناو ما لا يقل عن 500 مسلح من جماعة ماؤوتي. شُوهد عدد من المسلحين يلوحون أعلامهم السوداء في داعش وهم يجوبون شوارع المراوي. تم وضع المدينة بأكملها تحت أمر الجماعة، كما أشعلت العديد من المباني والمنازل بالنار من قبل أعضاء مجموعة ماؤوتي. احتل العشرات من المسلحين قاعة مدينة المروي حيث هرب 107 سجناء من سجن مدينة المراوي و39 من سجن مالابانغ بعد هجمات موات، كما أُغلقت خطوط الطاقة والاتصالات بسبب استمرار الأعمال القتالية، وأوقفت قوات الأمن الحكومية ومقاتلي ماؤوتي الطرق المؤدية إلى مدينة مراوي.
أفادت التقارير بأن مجموعة ماؤوتي اختطفت مدنيين، بمن فيهم كاهن والعديد من رعية كاتدرائية السيدة العذراء، حيث طالبت الجماعة الحكومة بوقف هجومها ضدهم. أثارت الاشتباكات عملية إجلاء جماعي من المدينة مع هروب الآلاف من السكان، مما تسبب في ازدحام حركة المرور على الطريق السريع إلى مدن إليغان وكاجايان دي أورو. لقي ما لا يقل عن 11 مدنيًا مصرعهم في القتال الدائر، اثنان منها حدد مكتب الكوارث في مقاطعة لاناو ديل سور هويتهما وهما سائقي سيارات إسعاف، أما التسعة البقية فهم مدنيين كانوا على متن شاحنة عندما أُوقفوا من قبل مسلحين ماؤوتي عند نقطة تفتيش، كما أفيد بأن عدد من رجال الشرطة قتلوا على يد المسلحين.

### 24 مايو
في 24 مايو وصلت قوات حكومية إضافية إلى مطار لاغويندينغان حيث استعاد الجيش السيطرة على مستشفى أماي باكباك. تم إنقاذ 120 مدنيًا استعملوا كدروع بشرية من قبل جماعة ماؤوتي في المستشفى، كما أنقذت القوات الحكومية الأربعاء ما لا يقل عن 42 معلمًا كانوا محاصرين داخل مبنى خلال هجوم قام به مقاتلوا ماؤوتي. كما استعاد الجيش الفلبيني ساحة المدينة وجامعة ولاية مينداناو.

### 25 مايو
وفي 25 مايو وقع قتال جديد بالقرب من مبنى مقاطعة لاناو ديل سور في وسط مدينة مراوي. شوهد مسلحون من ماؤوتي وجماعة أبو سياف في الطرق والجسور الرئيسية بالمدينة، كما أفادت التقارير أن المسلحين سيطروا على تعاونية لاناو ديل سور إليكتريك في قرية غادونغان. وقالت القوات المسلحة الفلبينية أنه ما زال هناك ما بين 30 وحوالي 40 من أعضاء مجموعة ماؤوتي في المدينة وأن أسنيلون هابيلون مازال في مروي. أطلق الجيش الفلبيني ضربات جوية في ثلاث قرى رصدت فيها تحكات المجموعة.
جاء في التقارير أن اثنين من المسلحين الماليزيين الذين كانوا مع أسنيلون هابيلون في مراوي كانوا من بين المسلحين الذين قتلوا في وقت متأخر من يوم الخميس، وقالت مصادر استخباراتية إن إندونيسيًا وسعوديًا مرتبطان بتنظيم الدولة الإسلامية قتلوا في المعارك الدائرة في المدينة.

### 26 مايو

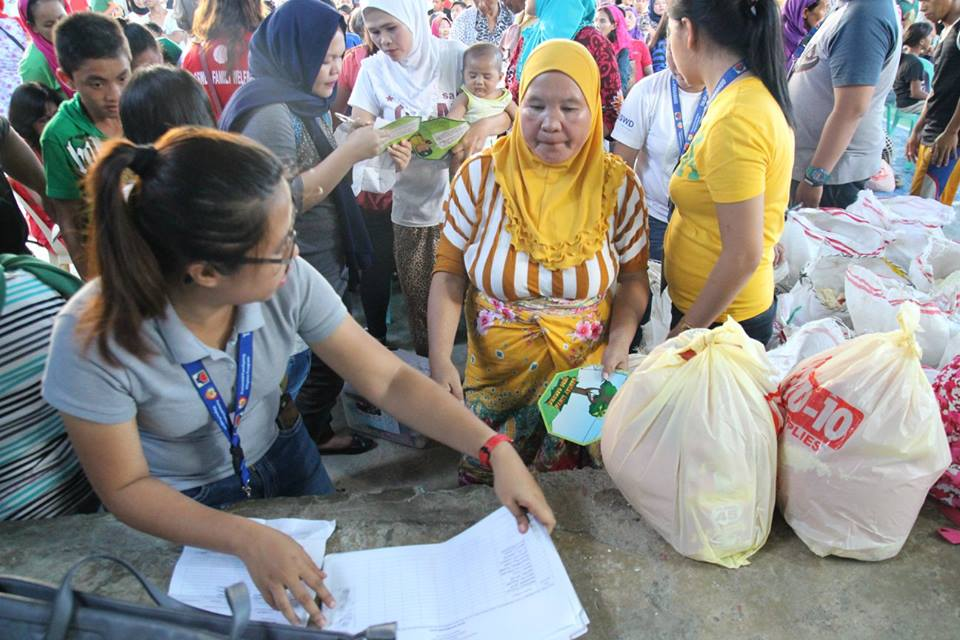
لاجئون من مراوي يقيمون في إليغان.

في مؤتمر صحفي عُقد في مدينة دافاو، قال المتحدث باسم القوات المسلحة الفلبينية الجنرال ريستيتوتو باديلا أن المقاتلين والمسلحين الأجانب يقاتلون جنبًا إلى جنب مع جماعة ماؤوتي في مراوي، وقال أن 12 من أعضاء جماعة ماؤوتي قتلوا خلال آخر تبادل لإطلاق النار، نصفهم من الاجانب، وقد حدد باديلا جنسيات المسلحين الأجانب، كماليزيين والأندونيسيين والسنغافوريين وجنسية أخرى.
في خضم العمليات المستمرة ضد الجماعات المسلحة، شوهدت عدة منازل بما في ذلك مقر إقامة لاناو ديل سور ممثل جون باباندايان تحترق حيث قال السكان أنهم شاهدوا مدنيين قد قتلوا بعد أن أسقط الجيش عدد من القنابل على مواقع جماعة ماؤوتي، وقالت المصادر إن المنازل استهدفت بسبب وجود قناصة ماؤوتي. قال الجيش إنه لم يتم التأكد من مقتل مدنيين في غارات جوية، وأن صواريخ حمولة محدودة استخدمت لتحييد مواقع قناصة الجماعة، وقال قائد قيادة مينداناو الغربية الفريق الجنرال كارليتو جالفيز أن حرق المنازل قامت به على الأرجح جماعة ماؤوتي لتجاوز مواقع الجنود، وأن الضربات الجوية تستخدم لتحقيق الوضع الطبيعي في أقرب وقت ممكن ومنع وقوع ضحايا.

### 27 مايو
تعهد الجيش الفلبيني بعدم التخلي عن الضربات الجوية على الرغم من بداية شهر رمضان، حيث واصلوا قصف المواقع المعادية لهم في مدينة مراوي. وقال المتحدث باسم الفرقة الأولى للمشاة جو أر هيريرا: أن الجيش الفلبيني حدد مكان توطيد المسلحين وأنهم يقومون بضربات جوية لتدمير المجموعة المسلحة، كما شوهدت حمولات من مشاة البحرية الإضافية يسيرون إلى مراوي. بحلول 27 مايو، تم إجلاء 90 في المئة من سكان مراوي من بين أكثر من 200 ألف شخص إلى مناطق آمنة.

### 28 مايو
ذكر المتحدث العسكرى الإقليمي جو آر هيريرا أن المسلحين قتلوا 19 مدنيًا في مدينة مراوي ذات الاكثرية المسلمة، من بينهم ثلاث نساء وطفل تم العثور عليهم قتلى بالقرب من إحدى الجامعات. قال تقرير للقوات المسلحة الفلبينية أن ثمانية مدنيين آخرين عثر عليهم قتلى في طريق في ضواحي مراوي يوم الأحد حيث حددهم السكان المحليون كموظفين في كلية طبية ومطحنة أرز ومخبز، وقالت السلطات إن 2,000 مدني ظلوا محاصرين في المناطق التي يسيطر عليها المسلحون الذين رفضوا الاستسلام.
تحدثت التقارير أن 28 من الماليزيين انضموا إلى جماعة ماؤوتي. ونقلت صحيفة ماليزية عن مصادر بالمخابرات في مانيلا قولها أن الماليزيين وصلوا في وقت مبكر من الأسبوع الماضي للمشاركة في بعض الفعاليات الدينية وربما يكونوا قد حملوا السلاح أيضًا وهو استنتاج وصلوا إليه بعد مقتل اثنين من الماليزيين في تبادل لاطلاق النار.

### 29 مايو
وصل عدد القتلى في مراوي إلى 100، كما أكد الجيش الفلبيني أم من بينهم 19 مدنيًا و 61 مسلحًا. كما استعاد الجيش معظم المناطق في مدينة مراوي والتي كانت محتلة من قبل الجماعات المسلحة. قال المتحدث باسم الرئاسة أرنستو أبيلا يوم الاثنين أن المناطق الصغيرة في المدينة بقيت تحت سيطرة المسلحين. وفي يوم الاثنين أيضًا أفاد الجيش الفلبيني أن مقاتلي حرب بانغسامورو الإسلامية من مجوينداناو المجاورة قد انضموا إلى جماعات ماوتي وأبو سياف في مراوي، وأن زعيم جماعة أبو سياف إسنيلون هابيلون مازال محاصرًا في المدينة.
في خضم الغارات الجوية المستمرة بين مقاتلي القوات الحكومية والجماعات المسلحة يوم الاثنين، تمكن 14 رهينة من الفرار من الأسر الذي كانت تحته من قبل جماعة ماؤوتي. في مقابلة مع شبكة سى إن إن الفلبينية قال الناجون من الرهائن أنهم استفادوا من الهجوم العسكري ولكن أحدهم غرق بينما كان يحاول عبور النهر في وقت سابق للوصول إلى القوات الحكومية، قالوا إنهم مجموعة من 20 رجلا اختطفهم 20 مسلحًا في 27 مايو من قرية ماباندي بينما كانوا يحاولون النزوح، كما قالوا إنهم أجبروا على تسجيل فيديو لمناشدة الرئيس دوتيرت أنه إن لم تستجب الحكومة لمطالبهم فسيتم قطع رؤوسهم، وقد تمكن عدد قليل منهم من الفرار، بيد أنه تم قطع رأس أحدهم أمامهم يوم الأحد.
قال المتحدث باسم نور ميسواري أن ميسواري أمير الجبهة الوطنية لتحرير مورو ساعد القوات الحكومية الفلبينية في قمع مسلحي جماعة ماؤوتي الذين التمسوا ملاذًا آمنًا في المناطق الخاضعة لسيطرتهم في لاناو ديل سور. قدم ميسواري وحدة تتكون من 500 إلى 700 مقاتل من جبهة مورو للتحرير الوطني للمساعدة في محاربة المسلحين، كما دعا إخوته في جبهة مورو للتحرير الوطني لمساعدة الرئيس والشعب على استعادة السلام في مينداناو. كما أعرب مستشار كبير للجبهة الديمقراطية الوطنية لويس جالاندوني عن استعداده للعمل مع الحكومة الفلبينية.

### 30 مايو
ذكر تقرير لصحيفة فلبين ديلي أنكوايرر أن رئيس أركان الجيش الفلبيني أدواردو أنو أصدر بيانًا يؤكد أن ثلاثة ماليزيين من المسلحين وأندونيسي وربما أحد المقاتلين العرب قد لقوا مصرعهم منذ محاولة الجماعات الإسلامية الاستيلاء على مراوي الأسبوع الماضي، كما قال أن الجيش حقق تقدمًا في دحر المسلحين في المدينة التي يغلب عليها الطابع الإسلامي، ووفقًا لأنيو قام المسلحون بالتخطيط لحرق مدينة مراوي وقتل أكبر عدد ممكن من المسيحيين في إليغان المجاورة في شهر رمضان لتكرار أعمال العنف التي تجتاح سوريا والعراق.
في شريط فيديو صدر يوم 30 مايو يروي اختطاف القس تيريسيتو سوغانوب، الذي دعا الحكومة الفلبينية إلى وقف هجومها ضد المسلحين وسحب جميع قواتها من مراوي ولاناو ديل سور، يقول مطران مراوي إدوين ديلا بينيا أن سوغانوب كان يرفع مطالب مجموعة ماؤوتي مقابل سلامة سوغانوب وغيرهم من الأشخاص الذين أخذوا كرهائن.
قال تقرير لوكالة أنباء آيه بى إس - سى بى إن الإخبارية أن مركز مدينة مراوي مازال تحت سيطرة مسلحين من جماعة ماؤوتي، حيث أن اثنين من ثلاثة جسور تؤدي إلى مركز مدينة مراوي وجسر ماباندي وبياباو لا تزال تحتوي في طرقاتها سيارات جماعة ماؤوتي والتي ترفع علم أسود يحلق في أمام مركباتهم.
تمكنت قوات مشاة البحرية الفلبينية من استعادة ثمانية عشر من الأسلحة النارية عالية الجودة بالإضافة للعديد من ملابس الشرطة والزي العسكري والشارات السوداء من عمليات التطهير التي استمرت يومين في مراوي، كما أفادوا بأن ثمانية مسلحين قتلوا يوم الثلاثاء. في بيان مشترك صدر عن الحكومة الفلبينية وجبهة تحرير مورو الإسلامية يوم الثلاثاء، قال مراد إبراهيم أن الجبهة ترحب بدعوة الرئيس لقواتها لتقديم مساعدات إنسانية للمدنيين الذين مازالوا محاصرين في مراوي.

### 31 مايو
قال المتحدث باسم القوات المسلجة الفلبينية ريستيتوتو باديلا يوم الأربعاء أن القوات الحكومية استعادت 90٪ من مدينة مراوي بما في ذلك وسط المدينة وجميع المباني العامة في المدينة، وفقًا لباديلا فإن الزيادة في عدد المسلحين قد يكون له علاقة بالمتعاطفين الذين أطلق سراحهم من سجن المدينة، ولكن الجيش تمكن من تأمين جميع نقاط الدخول والخروج لمنع التعزيزات المحتملة للمسلحين.
أفادت وكالة أسوشيتد برس أن أحد عشر جنديًا قتلوا وأصيب سبعة آخرين بنيران صديقة في غارة جوية عسكرية بينما كانت قوات الأمن الحكومية في مهمة لإبعاد فلول الجماعات المسلحة من المدينة. وقال متحدث باسم القوات المسلجة الفلبينية أن الحادث وقع بعد أن أطلقت قنبلة على موقع للجيش على مقربة من المسلحين، وأمر وزير الدفاع دلفين لورينزانا بالتحقيق في الحادث.
استسلم ثمانية مسلحين على الأقل إلى القوات الحكومية يوم الأربعاء. وذكر المتحدث باسم القوات المسلجة الفلبينية ريستيتوتو باديلا أن المسلحين استسلموا إلى وحدة الجنرال كوستوديو باركون وقدموا معلومات استخبارية قيمة جدا، وكانت هذه هي المرة الأولى التي يستسلم فيها أفراد الجماعات المسلحة منذ حصارها على المراوي في 23 مايو 2017. وصل أفراد مشاة البحرية والإمدادات الإضافية عبر سفينة النقل في 31 مايو.

### 1 يونيو
أعلن وزير الدفاع الفلبيني دلفين لورينزانا في مؤتمر صحفي أن ثمانية مسلحين أجانب قتلوا في مراوي، خمسة منهم تبين بأنهم ماليزي وإندونيسي وسعودي ويمني وشيشاني، وقال لورينزانا أيضًا أنهم راجعوا تقديراتهم لعدد المسلحين المتورطين في الهجمات التي وقعت في مراوي منذ الأسبوع الماضي من 100 مسلح في تقدير أولي إلى 500 مسلح، قال أنهم يتألفون من 260 مسلحًا من جماعة ماؤوتي و100 مسلح من جماعة أبو سياف تحت قيادة إسنيلون هابيلون والبقية ينحدرون من منظمات محلية المسلحة، وقال إن 280 مسلحًا فروا من المدينة، وبعضهم يختلط بالمدنيين في المدن المجاورة، في حين أن ما يقدر ب 50 إلى 100 من المسلحين بقوا في مراوي.
بعد حادث مقتل 11 جنديًا بنيران صديقة في غارة جوية حكومية يوم الأربعاء، طلب رئيس مجلس الشيوخ أكويلينو بيمنتل مراجعة إستراتيجية الجيش الفلبيني في الحملة الجارية ضد الجماعات المسلحة في المراوي، ووصف عضو مجلس الشيوخ انطونيو تريلانس الحادث بأنه مأساوي ومؤسف، حيث دعا الجيش إلى ضمان عدم وقوع حوادث مماثلة مرة أخرى، وشجع السيناتور بانفيلو لاكسون الجمهور على دعم القوات المسلحة الفلبينية وكذلك التحقيقات التي تجرى.

### 2 يونيو
علق المتحدث باسم قصر مالاكانانغ إرنستو أبيلا على التكهنات بأن هجوم منتجع وورلد مانيلا عام 2017 الذي حدث في الساعات الأولى من ليلة 2 يونيو 2017 في باساي كان مرتبطا بالهجوم العسكري المستمر ضد جماعة ماؤوتي في مراوي أو داعش، ونفى $1أي صلة إرهابية محتملة في الحادث.
في حديث لوسائل الإعلام حول الوضع في مراوي قال المتحدث باسم القوات المسلحة الفلبينية أن المسلحين ما زالوا محاصرين في مباني تجارية في وسط المدينة، ويعتقدون أن إسنيلون هابيلون مازال في مراوي، واعترف أيضًا بأن الموعد النهائي الذي حددته القوات المسلحة في 2 يونيو الماضي لاستعادة المدينة بالكامل من الجماعات المسلحة لم يتم الوفاء به، لأن العملية مستمرت في مقاومة كبيرة. تمكنت وزارة الخارجية الإندونيسية من خلال سفارتها في مانيلا من إنقاذ 17 من مواطنيها من مراوي يوم الخميس بمساعدة من القوات المسلحة الفلبينية.

### 3 يونيو
في 3 يونيو 2017، توصل الرئيس دويرتي ونور ميسوري من جبهة مورو للتحرير الوطني إلى اتفاق يقضي بضم 2.000 مقاتل من جبهة مورو للتحرير الوطني إلى الجيش الفلبيني والانضمام إلى القتال في مدينة مراوي.

### 4 يونيو

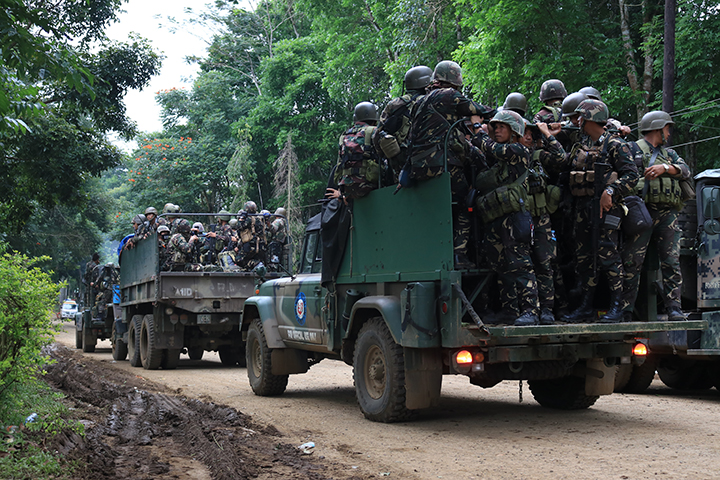
جنود فلبينيون مشاركون في أزمة الماراوي.

وفي 4 يونيو 2017، تم التوصل إلى اتفاق لوقف إطلاق النار بين الحكومة الفلبينية ومقاتلي جماعة ماؤوتي الباقين في وسط مراوي. سهلت جبهة تحرير مورو الإسلامية وقف إطلاق النار هذا، الذي طلبه الرئيس دويرت للمساعدة في التفاوض على تسوية يمكن من خلالها إجلاء المدنيين الذين ما زالوا محاصرين في المدينة. من المقرر ان يبدأ وقف اطلاق النار في الساعة الثامنة صباحًا ويستمر لمدة أربع ساعات. غير أن الوحدات العسكرية الفلبينية في المدينة رفضت قبول شروط وقف إطلاق النار، ولم تسمح إلا بإجلاء الأفراد الواقعين على أطراف المناطق الخاضعة لسيطرة ماؤوتي. اندلع القتال في المدينة في الساعة التاسعة صباحا، وقد ادعى الجيش أنه تم اجلاء 179 مدنيًا، بينما ادعى متحدث باسم الرئاسة انه تم اجلاء 134 شخصًا، $1أي اقل مما كان عليه في الأيام السابقة، مما أدى إلى إصابة حوالي 2.000 من المدنيين المحاصرين في المدينة، وأصيب جنديان.
ادعت السلطات الفلبينية أن العدد الإجمالي للإصابات بين المدنيين قد ارتفع من 20 إلى 38 قتيلًا، وكلهم قتلوا على يد مسلحين، في حين ادعى السكان المحليون أن الغارات الجوية أدت إلى مقتل عشرات المدنيين.

### 6 يونيو
في 6 يونيو 2017، اعتقلت الشرطة في دافاو البطريرك كايامورا موت البالغ من العمر 67 عامًا من قادة مجموعة مواتي، وقد ألقي القبض عليه في نقطة تفتيش تابعة لفرقة عمل دافاو في سيراوان بمنطقة توريل. كان كايامورا على متن سيارة يرتدي قناعًا جراحيًا لتجنب تحديد الهوية عندما تم إيقافها عند الحاجز.

### 9 يونيو
في 9 يونيو 2017، تلقت الشرطة معلومات، واعتقلت أم قادة جماعة مواتي المسلحة أومينتا روماتو مواتي. أومنتا المعروفة أيضًا باسم فرحانة، اعتقلت في بلدة ماسيو في لاناو ديل سور، جنبًا إلى جنب مع اثنين آخرين من أفراد الأسرة المصابين و7 من الإناث غير المجهولين. وفي 9 يونيو أيضًا أفادت الأنباء أن 13 من مشاة البحرية الفلبينية قتلوا وأصيب 40 آخرون أثناء عملية التمشيط في مراوي. تم نشر قوات خاصة أمريكية في مدينة مراوي في دور استشاري.

### 11 يونيو
في يوم الأحد 11 يونيو 2017، أعلنت القوات المسلحة الفلبينية أنها قتلت حتى الآن 191 مسلحًا من جماعة مواتي وحلفائها في العمليات الجارية للقضاء عليهم في مدينة مراوي.

### 12 يونيو
كان يوم 12 يونيو هو يوم استقلال الفلبين. أملت القوات المسلحة الفلبينية أنه اعتبارًا من هذا اليوم، سوف تكون مدينة مراوي قد أنهت عمليت الحصار المقام عليها. رفعت الحكومة الفلبينية العلم الفلبيني في عدة أماكن في مدينة مراوي كرمز معنوي على وجودها داخل المدينة، مثل قاعة مدينة مراوي وكابيتول لاناو ديل سور ومعسكر راناو وجامعة ولاية مينداناو ومستشفى أماي باكباك وعدة طرق في مدينة مراوي. قامت القوات الفلبينية يرفع العلم الفلبيني على الدبابات وسيارات الإنقاذ والشاحنات وسيارات الشرطة وسيارات الدوريات ووحدات خدمة الجيش والدبابات الثقيلة، في رمزية إلى أن الطرق التي يتجولون فيها هي جزء من الأراضي الفلبينية للرد على العلم الأسود التي ترفعه جماعة مواتي. لكن الأزمة لا تزال مستمرة.

### 16 يونيو
أعلنت القوات المسلحة الفلبينية أنها بدأت «عمليات التسوية» في المدينة، وبدأت التعاون مع وحدات الحكم المحلي من أجل إعادة الوضع في مدينة مراوي إلى طبيعته. وتستمر في الاشتباكات ضد المسلحين.

### 20 يونيو
قال المتحدث باسم القوات المسلحة الفلبينية الجنرال ريستيتوتو باديلا يوم الثلاثاء أن الجيش نشر معدات هندسية عسكرية مع طواقم هندسية في مدينة مراوي للمساعدة في إعادة تأهيل المناطق التي دمرها النزاع الحالي مع مسلحي جماعة مواتي، ستساعد الوحدات الهندسية العسكرية والموظفين العسكريين الوكالات الحكومية الأخرى في إعادة تأهيل المباني والمقرات الحكومية بعد خروج المسلحين منها، وأضاف أن الجيش يعتزم نشر كتيبتين هندسيتين على الأقل في المدينة، وقال أنه في الأسبوع الرابع من النزاع قُتل 258 مسلحًا من مجموعة مواتي و 65 جنديًا وضابط شرطة و 26 مدنيًا، وتم تحرير 16 مبنى في المدينة من قبضة المسلحين، وأضاف أنه لا تزال المعارك مستمرة حتى الآن في أربعة مواقع، وأن استخدام المسلحين للقناصة والأجهزة المفخخة والقنابل المتفجرة يبطئ من تقدم العسكريين في عمليات التطهير.

### 24 يونيو
قال الجنرال كارليتو غالفيز رئيس قيادة ميندراناو الغربية أن أيسنيلون هابيلون قاد جماعة أبو سياف وأمير تنظيم الدولة الإسلامية في الفلبين قد انسحب من مدينة مراوي، وذلك بحسب بعض المواقع الإخبارية، إلا أن الجيش الفلبيني لم يأكد أو ينفي هروبه من المدينة.
أعلن الجيش الفلبيني وقف إطلاق النار لمدة 8 ساعات اعتبارا من الساعة 6:00 من يوم 25 يونيو لإفساح المجال للاحتفال بعيد الفطر كون أغلبية سكان مدينة مراوي مسلمين، لكنه أكد أن وقف إطلاق النار سيتم رفعه إذا فتح المسلحون النار على القوات الحكومية أو المدنيين.

### 25 يونيو
يصادف هذا اليوم أول أيام عيد الفطر. في الساعة 6:50 صباحًا وفي صلاة العيد الذي أقيم في مبنى الكابيتول بالمقاطعة، سُمع صوت طلقات نارية مشتبه أنها أطلقت من قبل المسلحين، وذلك بعد دقائق معدودة من إعلان الحكومة وقف إطلاق النار من جانب واحد. ظلت نقاط الدخول والخروج إلى مدينة مراوي تحت حراسة قوات الأمن الحكومية في محاولة منها لوقف تدفق المساعدات إلى قوات جماعة مواتي، وقامت نقاط التفتيش بمساعدة المدنيين الفارين من المدينة.

## رد الحكومة

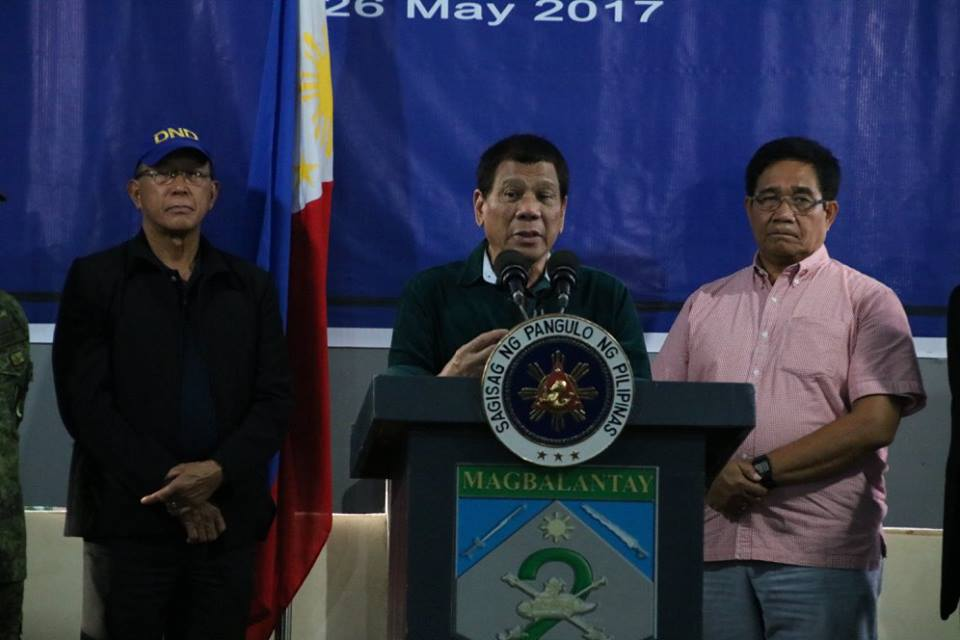
الرئيس ديوتيرته يتفقد لواء المشاة الميكانيكية الثاني في إليغان.

في أعقاب الاشتباك العنيفة في مراوي بين الجماعات المسلحة والجيش الفلبيني، أعلن الرئيس الفلبيني رودريغو دوتيرتي الأحكام العرفية في مينداناو في تمام الساعة 10:00 مساء بالتوقيت العالمي في 23 مايو 2017. وفقًا لدستور عام 1987، ستستمر حالة الأحكام العرفية لمدة 60 يومًا، كما قرر الرئيس دوتيرت اختصار زيارته الدبلوماسية لروسيا.
دعا نائب الرئيس لينى روبريدو إلى الوحدة الوطنية في البلاد حيث تواصل القوات الحكومية الانخراط في معركة ضد جماعة مسلحة محلية في مراوي. وبدأت الحكومة الفلبينية في تنظيم جملة تبرعات، وتوجيه عمليات الإغاثة للضحايا.
تم إجراء العديد من نقاط التفتيش يوم الأحد 28 مايو 2017، في جميع أنحاء منطقة مانيلا الكبرى. وتفيد رسالة أمنية صدرت لمواطنيها بوجود نقاط تفتيش محتملة في منطقة العاصمة الوطنية.
أطلقت وزارة التعليم برنامج «بريغادا» لمساعدة المعلمين والطلاب النازحين من مدينة مراوي، وكجزء من البرنامج طلبت الإدارة تبرعات من الجمهور لمساعدة المعلمين والطلاب النازحين، وقدمت مساعدات للمعلمين المتضررين. تعهدت إدارة الرعاية الاجتماعية والتنمية بتقديم مساعدة لمرة واحدة قدرها ألف بيسو لكل أسرة نازحة، يهدف هذا الدعم إلى تمكين الأسر المسلمة من استقبال شهر رمضان بوضع مادي جيد.
خصصت حكومة منطقة مينداناو الإسلامية المتمتعة بحكم ذاتي ما قيمته 35 مليون بيسو من المساعدات لسكان مراوي النازحين، كما أنشأت إدارة الصحة الإقليمية مركز عمليات للنازحين، كما قدمت حكومات أخرى في مينداناو مساعدات الإغاثة مثل حكومة كامبوستلا ولي ومدينة دافاو. بدأت جامعة ماكاتي في قبول النازحين من مراوي، وأطفال الجنود الذين قاتلوا في الصراع في إطار برنامج للمنح الدراسية.

## ردود الفعل

### وسائل التواصل الاجتماعي
كانت ردود الفعل على إعلان قانون الأحكام العرفية متباينة في وسائل الإعلام الاجتماعي. وسط تقارير منشورة عن جماعة مسلحة محلية يسمى مجموعة ماؤوتي قامت بالاستيلاء على المرافق العامة والخاصة في مروي وحرقها، بعد ظهر يوم الثلاثاء دُشن هاشتاج تحت مسمى الصلاة لمراوي #PrayForMarawi تبنته وسائل الإعلام الاجتماعي. وفي خضم تقارير غير مؤكدة عن قطع رؤوس وخطف، ناشد المتحدث باسم الحزب الوطني الديمقراطي ديوناردو كارلوس في مؤتمر صحفي موجه إلى الجمهور للحد من ما يعرفه الجمهور وما يرونه، في توظيف أخبار ذات صلة بحادث المراوي في وسائل التواصل الاجتماعي. وقد عبرت شخصيات تلفزيونية فلبينية عديدة عن ردود فعلها على الاشتباك المستمر بين القوات الحكومية وجماعة موات المسلحة في مينداناو. ودعا بعض المشاهير والمعروفين باسم بينوي إلى الوحدة على الرغم من الانقسام في التحالفات السياسية.

### المجتمعات الدينية
طالب رئيس مؤتمر الأساقفة الكاثوليك الفلبيني يوم الأربعاء بالصلاة بعد أن استولى مسلحون من جماعة ماؤوتي على كاهن وبعض الرعايا الرهائن في مراوي، كما طلب رئيس المؤتمر من القوات الحكومية جعل سلامة الرهائن في أولويات اعتباراتها مع ضمان احترام القانون.
أدان المركز الفلبيني للإسلام والديمقراطية أعمال الجماعات المسلحة قائلا إن أفعالهم تتنافى مع تعاليم الإسلام. وأشارت الجماعة الإسلامية إلى أن الحادثة وقعت في الوقت الذي كان فيه المسلمون يستعدون لشهر رمضان، الذي قالوا فيه إن أعمال المسلحين أكثر شناعة مما كانوا يتخيلون.

### الدولية
أدانت الصين والولايات المتحدة الأمريكية أعمال المقاتلين المرتبطة بتنظيم الدولة الإسلامية، وأعربتا عن دعمهما للجهود الأمنية التي تبذلها الحكومة الفلبينية، كما اعرب الرئيس الروسي فلاديمير بوتين عن تعازيه لضحايا أزمة مراوى حيث قطع الرئيس دوتيرت زيارته الرسمية في موسكو، كما أعرب بوتين عن أمله في حل الأزمة في وقت قصير. بدأت ماليزيا في التشديد والمراقبة على حدودها مع الفلبين بعد فترة وجيزة من إعلان الرئيس الفلبيني عن الأحكام العرفية. بينما حذرت المملكة المتحدة مواطنيها من تجنب السفر إلى غرب مينداناو.

## المساعدات

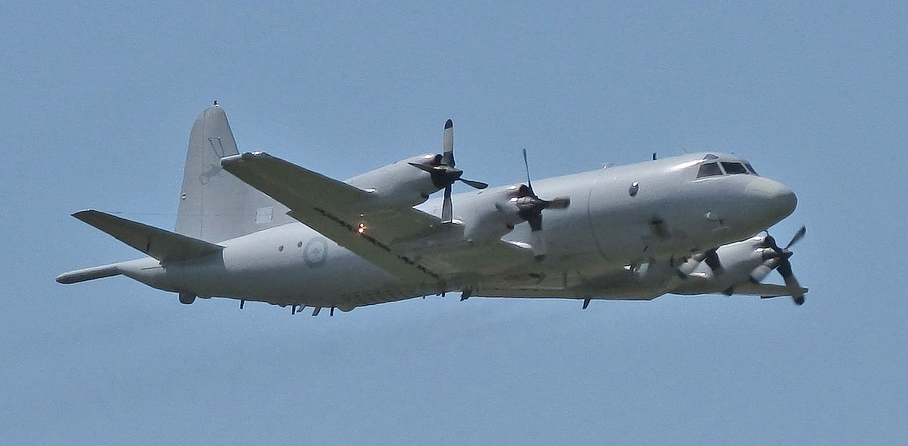
عرضت أستراليا إرسال طائرات أوريون من طراز إيه بي 3 سي إلى جنوبي الفلبين خلال النزاع الدائر كدعم للمراقبة.

في 23 يونيو 2017، أعلنت أستراليا أنها ستقدم الدعم في مجال المراقبة للقوات المسلحة الفلبينية عن طريق إرسال طائرتين دوريتين بحريتين تابعتين لالقوات الجوية الملكية الأسترالية من طراز لوكهيد أيه بي 3 سي أوريون على متن رحلات جوية منتظمة فوق جنوب الفلبين. بعد الانتهاء من تفاصيل العملية المتعلقة بدعم المراقبة بين الجيش الفلبيني والأسترالي من المخطط أن يتم نشر طائرتا لوكهيد أوريون فورا في مدينة مراوي.
تبرعت الصين بقيمة 370 مليون بيسو على شكل مساعدات تتعلق بالأسلحة التي تتألف من حوالي 3000 بندقية وحوالي 6 ملايين قطعة من الذخيرة. أعطت الصين منحتها من الأسلحة على ثلاثة أنواع من البنادق: بندقية قنص، بندقية آلية، وبندقية عالية الدقة. كما قدمت الصين منحة بقيمة 15 مليون بيسو من أجل إعادة تأهيل مراوي.
تبرعت إسرائيل بالمواد الطبية والمعدات والأدوية إلى الصليب الأحمر الفلبيني لجهود المنظمة في مدينة مراوي.